# Струнний квартет № 7 (Джонстон)
Струнний квартет № 7 (англ. String Quartet no. 7) — музичний твір Бена Джонстона, написаний 1984 року.
Струнний квартет американського композитора Бена Джонстона написаний на замовлення Concord String Quartet 1984 року, але колективом не виконувався. Як і багато інших творів Джонстона, Сьомий квартет був написаний в розширеному чистому строї. Його звукоряд складається з інтервалів, побудованих за допомогою «решітки» 2, 3, 5, 7, 11 та 13: тобто співвідношення висот звуків в музичних інтервалах описується як дроби із використанням цих простих чисел.
Квартет складається з трьох частин — «Prelude», «Palindromes» та «Variations», — кожна з яких побудована за різними принципами. «Прелюдія» — короткий вступ, який, як казав автор, є найбільш насиченим мікроінтервалами з усієї його творчості, нагадуючи «Перевті́лення» Кафки. «Паліндроми» написано за допомогою технік додекафонії: кожен з чотирьох музикантів послідовно виконує ті ж самі 12 різних нот, що входять до складу базової серії, але в різному порядку, створюючи «маленькі паліндроми», а три інших інструменти грають різкі акорди з семи нот.
Найдовшою та найскладнішою є третя частина, «Варіації». Звукоряд складається з октави, розділеної не на 12, а на 176 різних нот, які відрізняються за висотою на лише на декілька центів. Альт виконує фрази, починаючи з ноти «до», поступово підвищуючи звучання, причому тривалість такту приблизно відповідає тому, на скільки в центах підвищилося звучання; таким чином, в кінці третьої частини, після 177 тактів загальною тривалістю 1200 восьмих, партія альта опиняється на октаву (1200 центів) вище, ніж на початку. Три інші інструменти — контрабас та дві скрипки — виконують модуляції, утворюючи консонансні інтервали із партією альта. Базова висота звучання також поступово зростає, тому в третій частині виділяють сім мікроваріацій, позначених нотами до, ре, мі, фа, соль, ля, сі, і знову до; довжина кожної з цих мікрочастин пропорційна відстані між нотами, тому «мі» та «сі» є вдвічі коротшими за інші.
Довгий час Сьомий квартет існував лише на папері та не виконувався наживо. 2008 року в Університеті Іллінойсу, де багато років викладав Джонстон, вийшла дисертація Тімоті Ернеста Джонсона 13-Limit Extended Just Intonation in Ben Johnston's String Quartet #7 and Toby Twining's Chrysalid Requiem, присвячена Сьомому квартету Джонстона та твору Chrysalid Requim Тобі Твінінга, колишнього студента Джонстона. За словами Джонсона, «Рух "Variations" схожий на ДНК або послідовність генів; він складається з невеликої кількості одиниць, об'єднаних у приголомшливо складний масив».
Вперше Сьомий квартет прозвучав на альбомі Кеплер-квартету Ben Johnston. String Quartet Nos. 6, 7, & 8 2016 року. У анотації до альбому музичний критик Кайл Ганн зауважив, що твір «має репутацію найскладнішого квартету, коли-небудь написаного», а третю частину він назвав «„Бурдж Халіфою“ струнних квартетів і одним із найскладніших для аналізу фрагментів в історії музики».